# قلونية

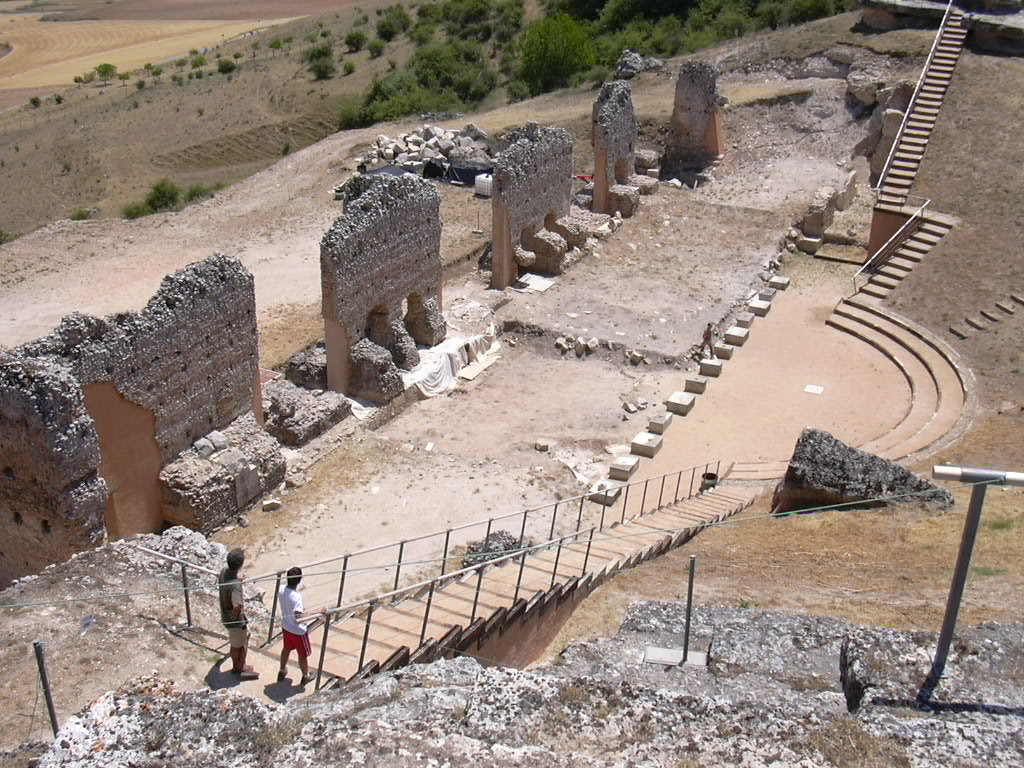
مسرح قلونية.

قلونية كانت مدينة أسسها الرومان. بقاياها الآن في ألتو دي كاسترو، على ارتفاع أكثر من 1000م فوق سطح البحر, بين قرى بينالبا دي كاسترو وكورونيا ديل كوندي, في مقاطعة برغش في إسبانيا. كانت إحدى أهم المدن الرومانية في الجزء الشمالي من هسبانيا. وفي القرن الأول الميلادي، أصبحت مقرًا لاجتماع شيوخ ولاية "Hispania Tarraconensis" الرومانية. كانت المدينة تقع على الطريق بين سرقسطة وأسترقة. إلا أنها ومنذ القرن الثالث الميلادي وخلال عهد القوط الغربيين، تدهور حالها بشدة.
إلا أنه في عام 912م، أستوطنت من جديد في موقع بالقرب من أطلال المدينة القديمة، وقد وصفها الإدريسي في كتابه نزهة المشتاق في اختراق الآفاق بأنها من مدن قشتالة وتقع شمال نهر دويرة بالقرب من شنت إشتيبن، كا ذكر أنها مدينة عامرة متصلة المزروعات قائمة الغلات.

## وصلات خارجية
- Clunia website with Spanish and English versions نسخة محفوظة 9 فبراير 2009 على موقع واي باك مشين.